# Mistrzostwa Świata w Narciarstwie Alpejskim 1937 – kombinacja kobiet
Kombinacja kobiet na 7. Mistrzostwach Świata w Narciarstwie Alpejskim została rozegrana w dniach 13 - 15 lutego 1937 roku. Tytułu sprzed roku nie obroniła Evelyn Pinching z Wielkiej Brytanii, która tym razem nie startowała. Nową mistrzynią świata została reprezentująca III Rzeszę Christl Cranz, drugie miejsce zajęła Nini von Arx-Zogg ze Szwajcarii, a brązowy medal zdobyła kolejna reprezentantka III Rzeszy - Käthe Grasegger.
Kombinację ukończyło 17. zawodniczek. Żeby zostać sklasyfikowaną zawodniczka musiała ukończyć dwie pozostałe konkurencje: zjazd i slalom. 

## Wyniki
| Pozycja | Zawodniczka            | Państwo           | Zjazd | Slalom | Wynik |
| ------- | ---------------------- | ----------------- | ----- | ------ | ----- |
| 01 !    | Christl Cranz          | III Rzesza        | 317,0 | 194,0  | 511,0 |
| 02 !    | Nini von Arx-Zogg      | Szwajcaria        | 321,2 | 218,8  | 536,0 |
| 03 !    | Käthe Grasegger        | III Rzesza        | 338,8 | 203,0  | 541,8 |
| 4       | Elvira Osirnig         | Szwajcaria        | 365,6 | 221,0  | 586,6 |
| 5       | Erna Steuri            | Szwajcaria        | 360,4 | 229,0  | 589,4 |
| 6       | Lisa Resch             | III Rzesza        | 394,6 | 207,4  | 602,0 |
| 7       | Clarita Heath          | Stany Zjednoczone | 357,2 | 247,2  | 604,4 |
| 8       | Liesl Schwarz          | III Rzesza        | 381,0 | 229,6  | 610,6 |
| 9       | Helen Palmer-Tomkinson | Wielka Brytania   | 380,8 | 241,0  | 621,8 |
| 10      | Loulou Boulaz          | Szwajcaria        | 435,2 | 209,0  | 644,2 |
| 11      | Růžena Beinhauerová    | Czechosłowacja    | 412,8 | 237,6  | 650,4 |
| 12      | Isobel Roe             | Wielka Brytania   | 407,8 | 242,8  | 650,6 |
| 13      | Marian MacKean         | Stany Zjednoczone | 410,6 | 258,4  | 669,0 |
| 14      | Marion Miller          | Kanada            | 432,8 | 262,3  | 695,1 |
| 15      | Euretta de Cosson      | Wielka Brytania   | 472,0 | 228,5  | 700,5 |
| 16      | Hannah Locke           | Stany Zjednoczone | 451,6 | 298,2  | 749,8 |
| 17      | Lilo Schwarzenbach     | Stany Zjednoczone | 440,8 | 331,8  | 772,6 |